# آکاهیرو یانو
آکاهیرو یانو (انگلیسی: Akihiro Yano؛ زادهٔ ۶ دسامبر ۱۹۶۸) بازیکن سابق و مربی بیسبال اهل ژاپن است.
از باشگاه‌هایی که در آن بازی کرده‌است می‌توان به اژدهایان چونیچی اشاره کرد.